# Sant Salvador de Breda
El monestir de Sant Salvador de Breda és un antic cenobi benedictí situat a Breda (la Selva), inclòs a l'Inventari del Patrimoni Arquitectònic de Catalunya.

## Història
El monestir, així com el castell de Montsoriu, està íntimament relacionat amb la casa dels Cabrera, vescomtes de Girona. Segons consta en l'acta fundacional, els vescomtes Guerau I i Ermessenda van decidir construir el cenobi per a "salvar les seves ànimes" i perquè Déu els ajudés a salvar-se dels seus enemics. La construcció es va iniciar el 4 de juny de 1038 i l'encarregat de supervisar les obres va ser Sunyer, primer abat de Sant Salvador. Sunyer va morir abans que l'edificació finalitzés i va ser el seu successor, l'abat Amat, qui finalment va culminar l'obra. L'església del monestir va ser consagrada pels bisbes de Girona i de Barcelona el 4 d'octubre de 1068. A la cerimònia va assistir Ponç I, fill dels vescomtes de Cabrera, així com diversos nobles.

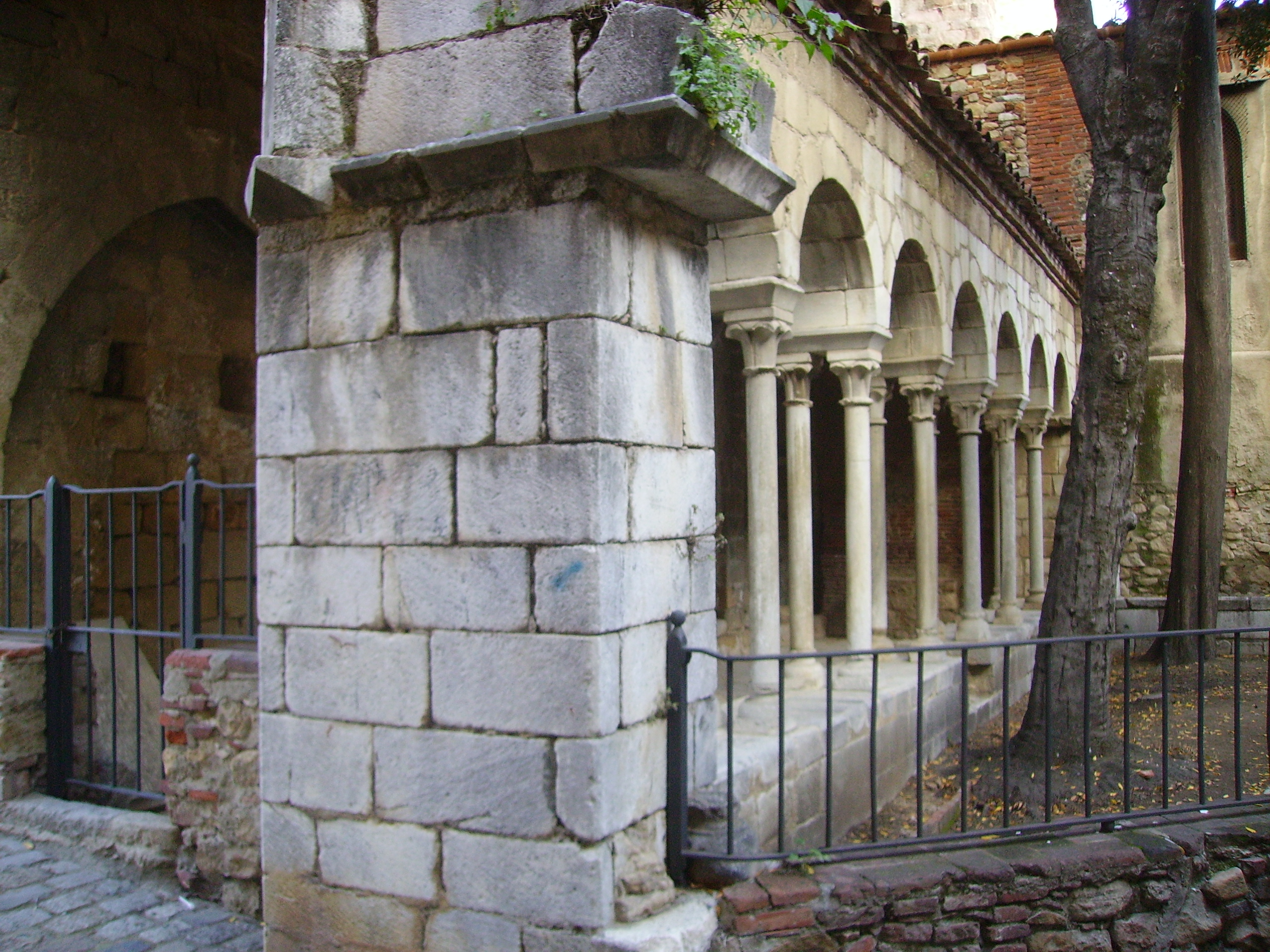
Claustre del monestir

Durant els primers anys d'existència del monestir es van fer importants obres d'ampliació, com la construcció de l'església de Santa Maria, propera a l'edifici principal, destinada a donar acollida als nombrosos fidels que s'acostaven fins a Sant Salvador. Els devots acudien de forma massiva, sobretot per a venerar les relíquies dels sants Iscle i Victòria, donades en 1263 pel vescomte Guerau IV de Cabrera. Les relíquies es conservaven en una arqueta que va desaparèixer entre 1820 i 1823. Una part era en dos reliquiaris en forma de bust, que es conserven.

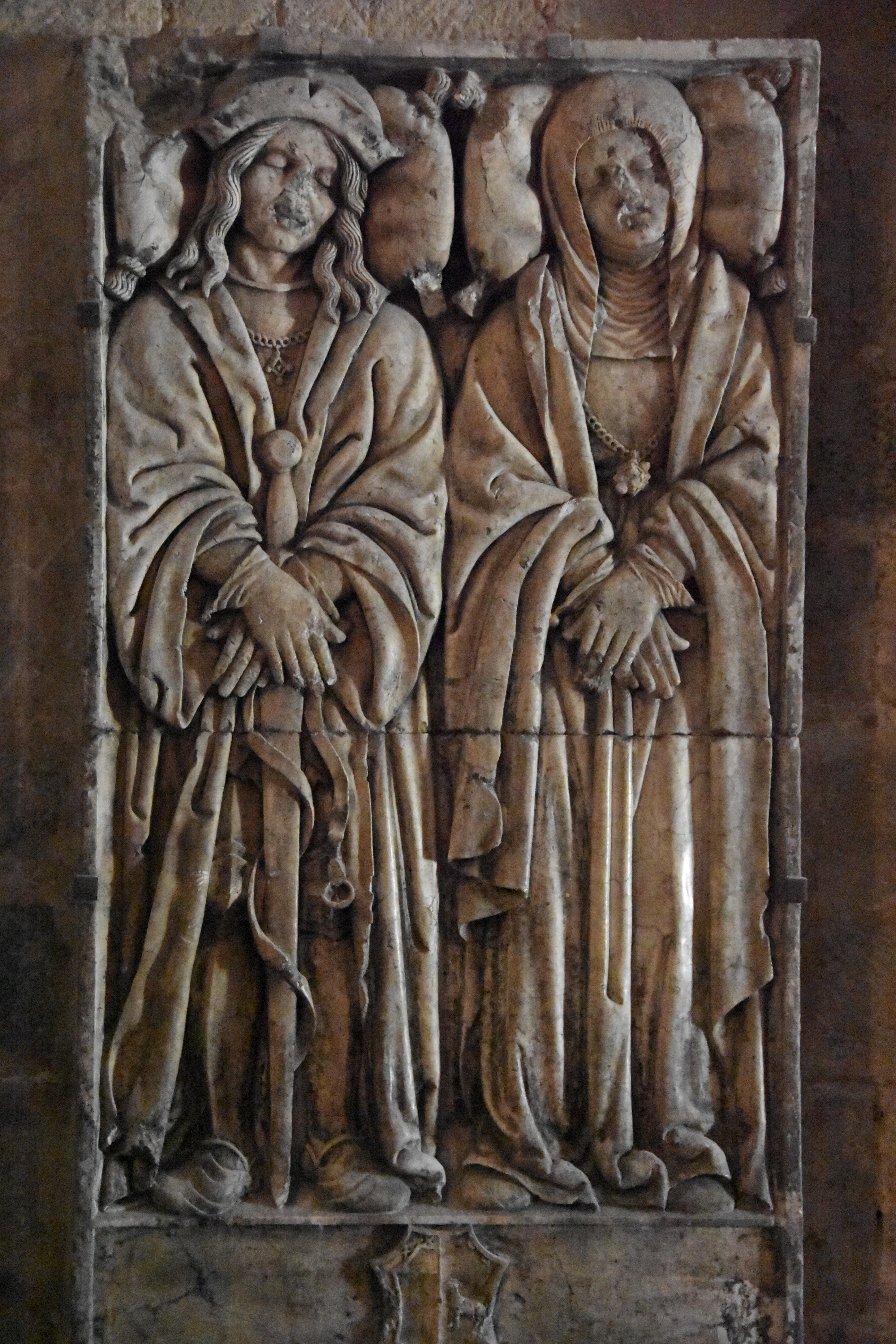
Monestir de Sant Salvador de Breda. Llosa sepulcral de Ferran de Joara i Timbors de Cabrera. Segle XVI

La casa de Cabrera va fer importants donacions al cenobi, cosa que va permetre que aquest creixés en importància. Al segle xiii fins i tot va tenir un monestir filial a la comarca del Rosselló, el de Sant Salvador de Cirà. En 1373 aquest monestir (i el seu priorat de Sant Miquel de Candell) va ser venut als cavallers hospitalers del Mas-Déu. A mitjans d'aquest mateix segle, el monestir es va convertir en filial del de Sant Cugat, encara que va seguir conservant abat propi.
Miquel Samsó (president de la Generalitat de Catalunya entre els anys 1470 i 1473), va ser abat entre 1470-1507, i va fer construir la casa abacial gòtica i la façana de l'església.
A principis del segle xix, la vida al cenobi seguia sent activa. Durant la invasió napoleònica, les tropes franceses es van dur de Sant Salvador un total de 17 campanes. El 1821, un decret va ordenar que els monjos abandonessin el monestir durant un període de tres anys, el que va propiciar una primera espoliació de les seves pertinences. Finalment, el 1835, els vuit monjos que encara quedaven juntament amb l'abat Isidre Santacreu, van abandonar de manera definitiva el recinte, i es va acabar la vida monacal a la vila de Breda.
L'església va ser incendiada el juliol de 1936 i novament cremada el gener de 1939 durant la retirada republicana. La restauració s'inicià el mateix any 1939. El 1943 l'església es tornava a obrir al culte. El campanar es va restaurar el 1951. L'any 2017 s'inicià la restauració de les voltes gòtiques.

## Arquitectura i art

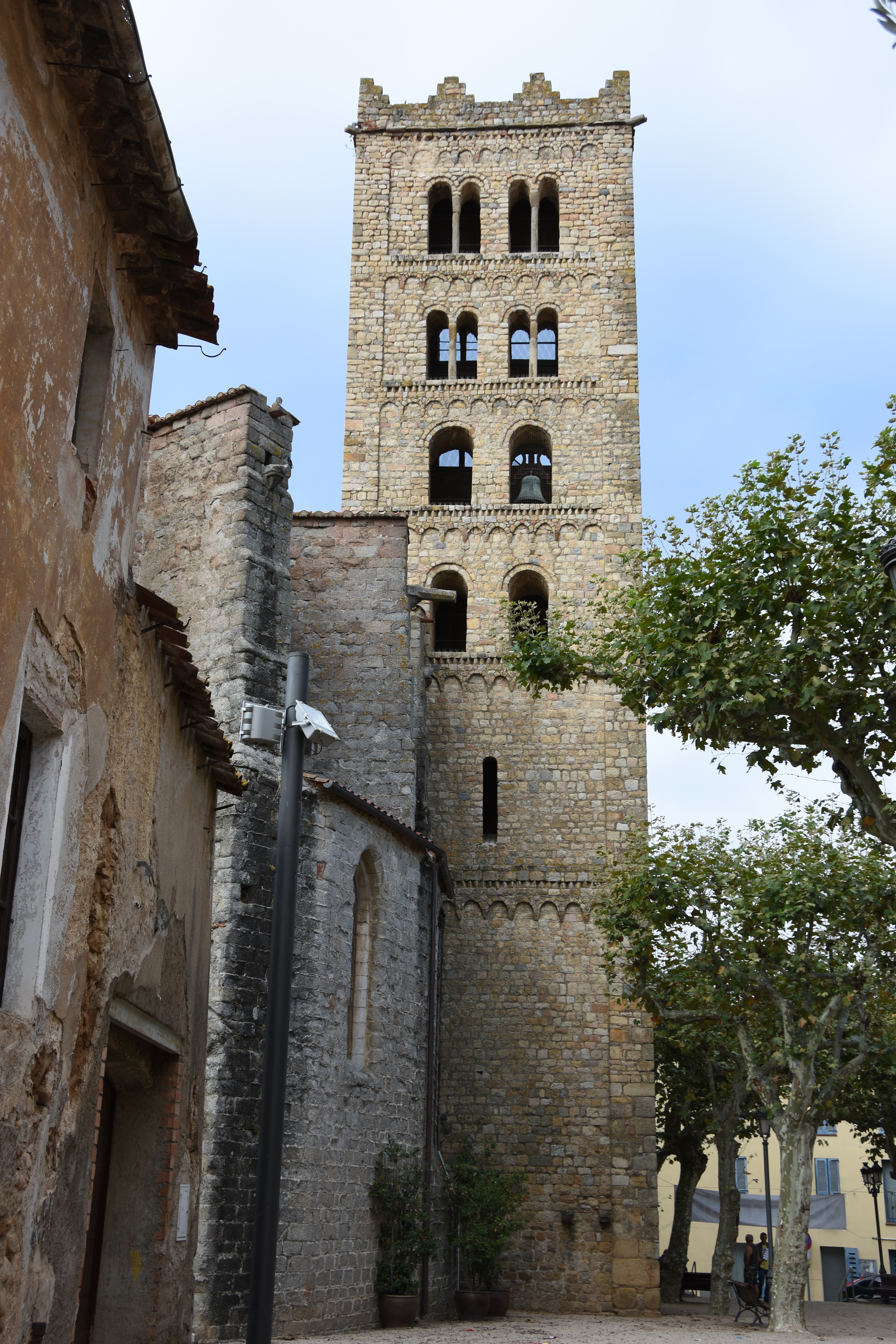
Campanar romànic

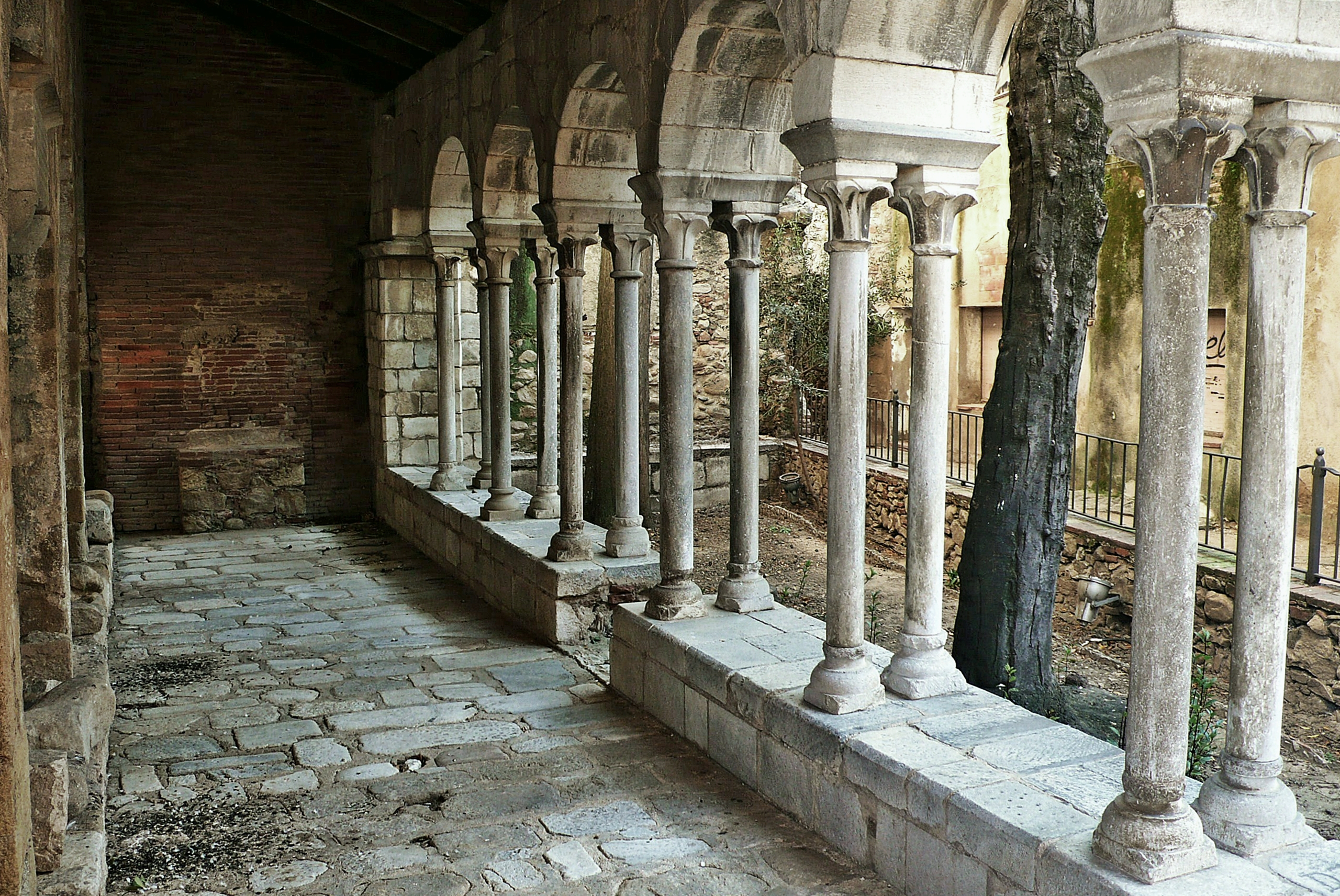
Parells de columnes, sobre plint, amb capitells goticitzants i impostes llises sostenen l'arcuació del claustre.

Sant Salvador de Breda és situat al nucli urbà, entre la plaça de l'Ajuntament i el carrer dels capellans. De l'antic cenobi resten diversos vestigis dels quals destaquen tres elements: l'església, el campanar i el claustre.
L'església actual gòtica és d'una única nau, de 33 metres de llarg per 12'5 metres d'amplada, coberta amb volta de creueria i absis poligonal. La façana principal del temple, té una portalada amb arquivoltes i en forma d'arc apuntat. Dins de l'absis s'obren cinc capelles de planta quadrada. Abans d'arribar al presbiteri, a l'esquerra, hi ha la Capella del Sant Crist i la porta d'entrada al campanar. A la mateixa alçada de la nau de l'església, a la banda dreta, hi ha la sagristia i al seu costat hi ha la Capella del Santíssim, a través de la qual, en temps de vida monacal, es podia accedir al claustre. L'emplaçament de l'actual cor data de 1857, tot i que es va refer després de 1936.
El campanar de planta quadrada i 32 metres d'altura, adossat al costat de tramuntana, es de factura romànica. Està dividit en 6 pisos. Al primer nivell hi ha la porta d'accés d'arc de mig punt al costat de migdia i al segon hi ha tres finestres d'una sola esqueixada amb arc adovellat. Segueixen dos pisos amb dues finestres a cada cara d'arc de mig punt. I finalment, dos nivells més amb dues parelles de finestres geminades separades per columnes amb capitells mensuliformes. Cadascun d'aquests registres és dividit per una banda d'arcuacions i un fris de dents de serra de tipus llombard. Corona el conjunt una barana emmerletada.
En l'actualitat hi ha dues campanes però consta que durant la guerra del francès es van fondre fins a disset campanes. El toc de campanes es va electrificar l'any 1972
Del claustre només es conserva la galeria de tramuntana adossada al mur sud del temple. És romànica i formada per 7 arcs de mig punt, sobre parells d'esveltes columnes. Els capitells són tots iguals, estan formats per quatre grans fulles de lliri agrupades en cimeral.
A l'altar major hi ha quatre pintures sobre tela d'Antoni Viladomat (1675-1755).
En un costat, a l'interior de l'església, es conserva la llosa sepulcral de Ferran de Joara (governador general del vescomtat de Cabrera i de Bas entre 1455 i 1517) i de la seva esposa Timbors de Cabrera. Es tracta d'un notable relleu que data de començaments del segle xvi.
També es troben al paviment, prop del presbiteri, dos grans sepulcres en els quals, des de l'any 1775, s'enterraven els abats (al costat de la sagristia) i els monjos (al costat oposat)
L'església annexa de Santa Maria és en l'actualitat un museu municipal que alberga l'obra del pintor Josep Aragay.

## El claustre a l'Album Pintoresch
Entre 1878 i 1879 es publicà, en entregues mensuals, l'Album Pintoresch-Monumental de Catalunya: aplech de vistas dels més notables monuments i paisatjes d'aquesta terra acompanyadas de descripcions y noticias históricas y de guias pera que sían fácilment visitats, una edició luxosa promoguda per l'Associació Catalanista d'Excursions Científiques. Es tracta d'un volum de gran format il·lustrat amb heliogravats de notable qualitat acompanyats de sengles textos explicatius, escrits per diferents experts en el monument o l'indret descrit. L'Album Pintoresch-Monumental de Catalunya presenta algunes construccions romàniques,
comença amb un Prólech signat per Manel Milá y Fontanals i es divideix en vint-i-quatre monografies on catorze experts en els respectius àmbits tracten els llocs.
Cèsar August Torras i Ferreri va escriure la monografia "IX. Breda. Cláustre del monastir de Sant Salvador". Proporciona algunes dades històriques:
| « | La fundació del monastir de Benets de Breda data de l'any 1041, en que Geralt y Ermesinda de Cabrera, en cumpliment de cert vot espiritual, feren alsar un sagrat casal en honor del Salvador del Mon, de Sant Miquel y de Sant Benet, establinthi monjos de la ordre benedictina […] Consta a més per l'acta de la consagració, existent en lo reyal arxiu de la Corona d'Aragó, que aquesta fou feta en 1068, per lo bisbe de Gerona Berenguer, assistit per altre Berenguer, bisbe de Barcelona y per Amato segon abat del monastir. Se desprèn d'aquesta meteixa acta, que lo primer abat fou Sunier ó Suniario, qui morí sens poder veure la consagració. | » |

Fa algunes apreciacions:
| « | La galería nort, —representada en la lámina—, es la part mes conservada. Sols quedan en peu las arcadas, mes per ellas se pot judicar complertament de la bellesa y carácter que tindria aquella modesta joya, mostra escullida de una de las distintas fases históricas del art en nostra benvolguda patria, que agermanaba á la perfecció y á la solidesa, la esbeltesa y la elegancia […] L'estil bisantí que domina en la execució general de la obra es de marcada época de transició […] Lo campanar es una hermosa torre quadrada, d'arquitectura románica, esbelta y magestuosa en alt grau. | » |

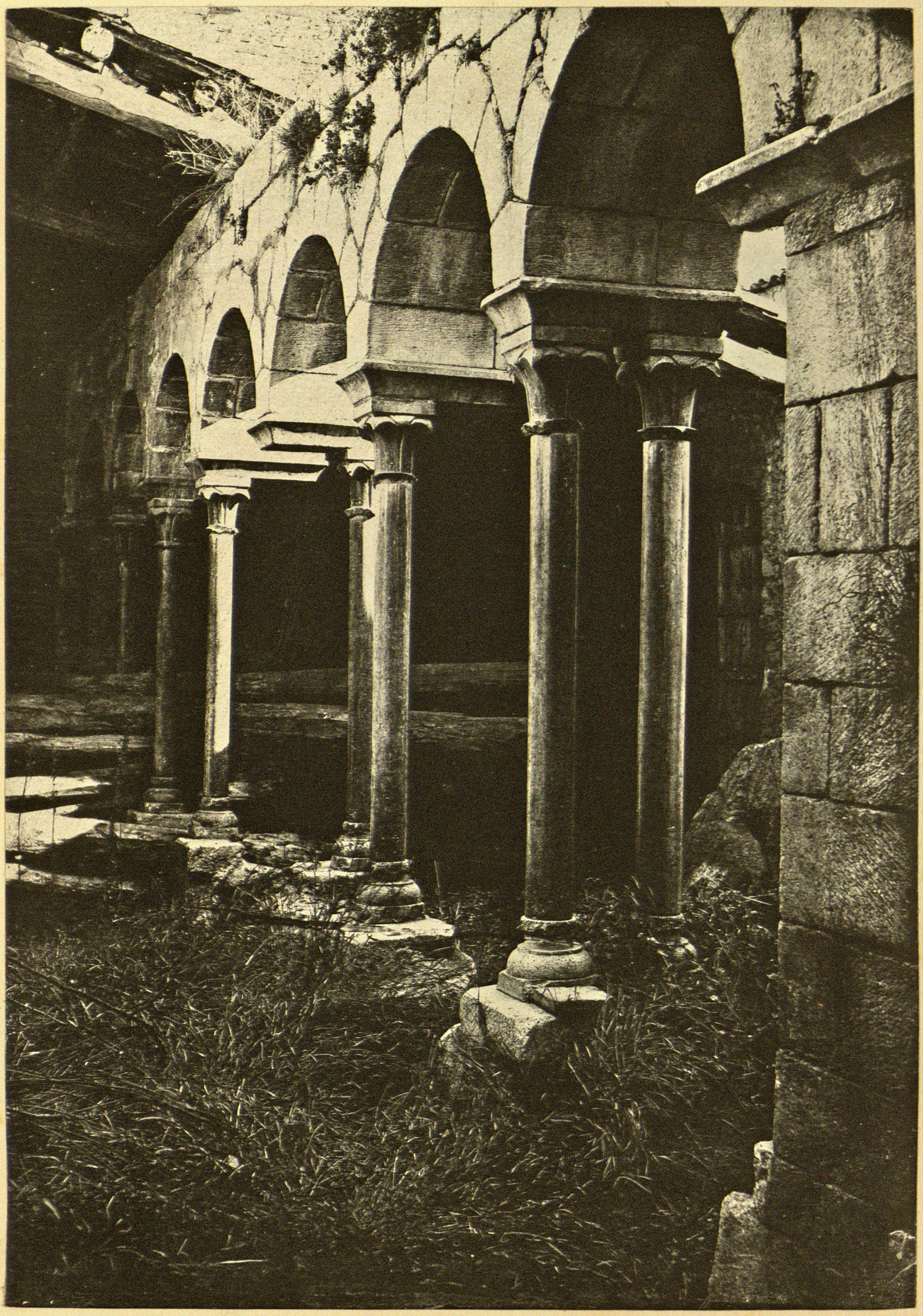
Estampa 4. Claustre de Sant Salvador de Breda.

En descriu les mesures i els materials dels seus elements:
| « | Lo tronch de la columna, de pedra marbre de Gualba, es cilíndrich y d'una sola pessa; fá 1,40 metres de llargària per 0'14 de diámetre; reposa dessobre una base ática molt degenerada. Lo motlluratge dels capitells, extremadament senzill, es enterament igual en totas las columnas. Los daus ó abacos, senzills també y sens adornos, están delicadament perfilats. | » |

Fa deduccions amb «altres remarcables fragments» de la galeria de migjorn:
| « | per ells se deduheix que las columnas, adornos y motlluratges dels capitells eran diferents en cada tram, deixantse entreveure ademes, que la part que resta avuy mes conservada era la mes senzilla, ja que 'ls capitells de las altres presentan en son trevallat notable variació de figuras y de detalls esmicolats, mentres que en aquesta son en extrem senzills | » |

Relata la pèrdua del monument durant la Tercera guerra carlina:
| « | Sufrí aquest claustre, al igual de lo restant del monastir, de que formaba part, son primer enrunament en lo any 1835, y acaba d'esser enderrocat y reduhit a l'estat actual, en la última guerra civil. | » |

I ens explica el seu estat de decadència:
| « | Convertida actualment aquesta reliquia arqueológica en miserable dipósit de taulons y de desferras […] está cridada sens dubte á desapareixer promptement, si no la salvan de son enrunament total las corporacions que dehuen estar interessadas en sa conservació, ó bé lo bon gust, per altre part, de la persona que avuy la posseheix en propietat. | » |